# Minyriolus
Minyriolus es un género de arañas araneomorfas de la familia Linyphiidae. Se encuentra en la zona paleártica.

## Lista de especies
Según The World Spider Catalog 12.0:
- Minyriolus medusa (Simon, 1881)
- Minyriolus phaulobius (Thorell, 1875)
- Minyriolus pusillus (Wider, 1834)